# Sintei Somoku Dzusetsu
Sintei Somoku Dzusetsu (abreviado Somoku Dzusetsu) es un libro con ilustraciones y descripciones botánicas que fue escrito por el médico, biólogo y botánico holandés Yokusai Iinuma y publicado en Japón en 20 volúmenes en el año 1874 y revisado por  Tanaka Yoshio & Odo Motoyoshi.